# Mezőszokol
Mezőszokol (románul: Socolu de Câmpie) falu Romániában, Maros megyében.

## Története
Kozmatelke község része. A trianoni békeszerződésig Kolozs vármegye Tekei járásához tartozott.

## Népessége
2002-ben 145 lakosa volt, ebből 145 román nemzetiségű.

## Vallások
A falu lakói közül 107-en ortodox, 36-an görögkatolikus hitűek.